# Chromis weberi
Chromis weberi és una espècie de peix de la família dels pomacèntrids i de l'ordre dels perciformes que es troba des del Mar Roig i l'Àfrica oriental fins a les Illes de la Línia, sud del Japó i Nova Caledònia.
Els mascles poden assolir els 13,5 cm de longitud total.